# فرانک و جسی
فرانک و جسی (به انگلیسی: Frank and Jesse) فیلمی محصول سال ۱۹۹۴ و به کارگردانی شیمون دوتان است. در این فیلم بازیگرانی همچون راب لو، بیل پکستون، رندی تراویز، دینا ویلر-نیکلسن، لوک اسکیو، آلکسیس آرکت، ویلیام آترتون، ماریا پیتلو، جان پایپر-فرگوسن و دیوید آرکت ایفای نقش کرده‌اند.